# GOLDEN☆BEST 竹本孝之
『GOLDEN☆BEST 竹本孝之』（ゴールデンベスト たけもとたかゆき）は、竹本孝之のベスト・アルバム。2008年1月23日発売。発売元はソニー・ミュージックダイレクト。規格品番はMHCL-1280。

## 解説
各レコード会社から発売されているゴールデン☆ベストシリーズの1枚で、1981年から1987年までにCBS・ソニーから発売されたシングル・レコードA面曲を網羅したベスト・アルバム。
のちに、CBS・ソニーでの音源をまとめたCD-BOX『竹本孝之 COMPLETE SONGS〜SONY MUSIC YEARS〜』（2013年2月14日発売、DYCL-471）が発売された。

## 収録曲
特記以外　作詞:三浦徳子 作曲・編曲:馬飼野康二
1. てれて Zin Zin（3:44）[1]
2. シャイな瞳（3:34）
3. 連想ゲーム（3:06）
4. HOT（3:08）
5. とっておきの君（3:35）
  - 作詞:小椋佳 作曲:馬場孝幸 編曲:鷺巣詩郎
6. だから、青春（3:51）
  - 作詞:伊達歩 作曲:馬場孝幸 編曲:鷺巣詩郎
7. 約束はいらない（3:16）
  - 作詞:三浦徳子 作曲:網倉一也 編曲:鷺巣詩郎
8. 傷だらけ ONE WAY（3:48）
  - 作詞:奥田久義 作曲:浜田金吾 編曲:大村雅朗
9. 俺たちのストリート（3:32）
  - 作詞:大津あきら 作曲・編曲:都倉俊一
10. 星屑のラブソング（3:50）
  - 作詞:大津あきら 作曲・編曲:都倉俊一
11. 週末ララバイ（4:57）
  - 作詞:売野雅勇 作曲:甲斐祥弘 編曲:瀬尾一三
12. 涙のラスト・クルーズ（3:42）
  - 作詞・作曲:S.Lambert 訳詞:売野雅勇編曲:鷺巣詩郎
13. 少年時代（5:06）
  - 作詞・作曲:飛鷹龍児 編曲:鷺巣詩郎
14. 燃えてヒーロー（3:00）
  - 作詞:吉岡治 作曲:内木弘 編曲:鷺巣詩郎
15. ロンゲスト・ドリーム（3:40）
  - 作詞・作曲:内木弘 編曲:鷺巣詩郎
16. ビートルズの優しい夜（4:18）
  - 作詞:松井五郎 作曲:長渕剛 編曲:鷺巣詩郎
17. SAHARAの風（4:22）
  - 作詞・作曲:竹本孝之 編曲:茂村泰彦
18. RIDING HI -孤独を感じて-（4:34）
  - 作詞・作曲:竹本孝之 編曲:中村暢之
19. POWER（シングルバージョン）（4:24）
  - 作詞:松井五郎 作曲:竹本孝之 編曲:中村暢之
20. HOLD YOUR LAST CHANCE（4:29）
  - 作詞・作曲:長渕剛 編曲:芳野藤丸